# Olovo
Pour l’article homonyme, voir Olovo (Kupres).
Olovo (en cyrillique : Олово) est une ville et une municipalité de Bosnie-Herzégovine située dans le canton de Zenica-Doboj et dans la fédération de Bosnie-et-Herzégovine. Selon les premiers résultats du recensement bosnien de 2013, la ville intra muros compte 2 586 habitants et la municipalité 10 578.
Le nom de la ville, Olovo, signifie le « plomb ».

## Géographie
Olovo se trouve sur la route qui conduit de Sarajevo à Tuzla.  La ville est entourée de trois rivières, la Stupčanica, la Bioštica et la Krivaja (un affluent de la rivière Bosna). La municipalité est entourée par celles de Zavidovići et Banovići au nord, Vareš à l'ouest, Ilijaš au sud, Sokolac et Han Pijesak au sud-est et Kladanj à l'est et au nord-est.

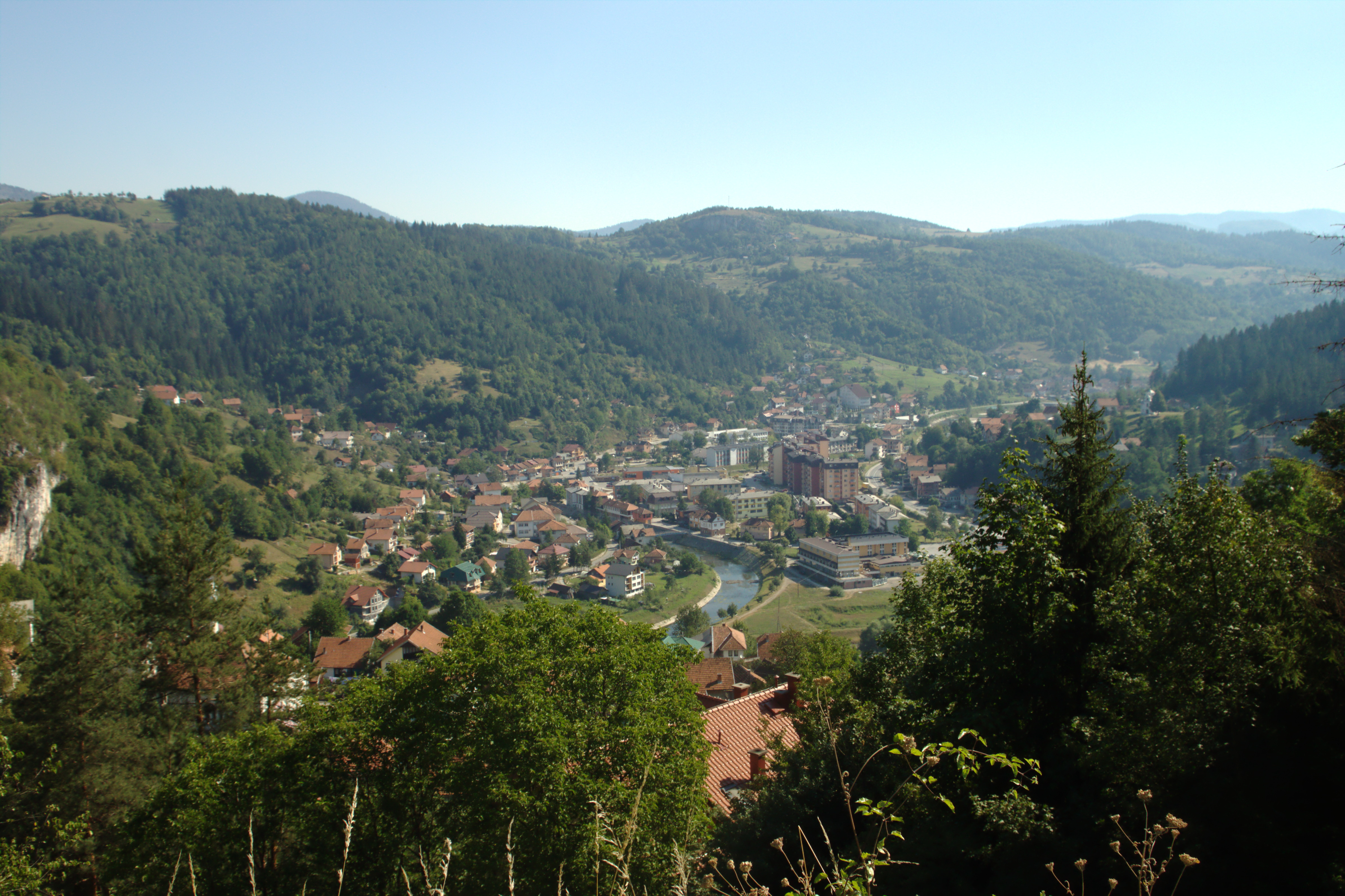
Vue générale d'Olovo

## Histoire
Olovo est mentionnée pour la première fois en 1382 sous le nom de Plumbum (en latin, le « plomb ») et, de fait, aux XIVe et XVe siècles, la ville est connue comme un centre de production du plomb, mais aussi comme un important centre commerçant. Dans la seconde moitié du XIVe siècle av. J.-C., est construit le monastère de Sveta Gospa (Notre-Dame), un monastère catholique qui, avec des transformations, existe encore aujourd'hui. Après la conquête ottomane, une mosquée y est bâtie au début du XVIe siècle et, dès le XVIIe siècle, la ville était déjà composée d'environ 75 % de Musulmans[réf. nécessaire].

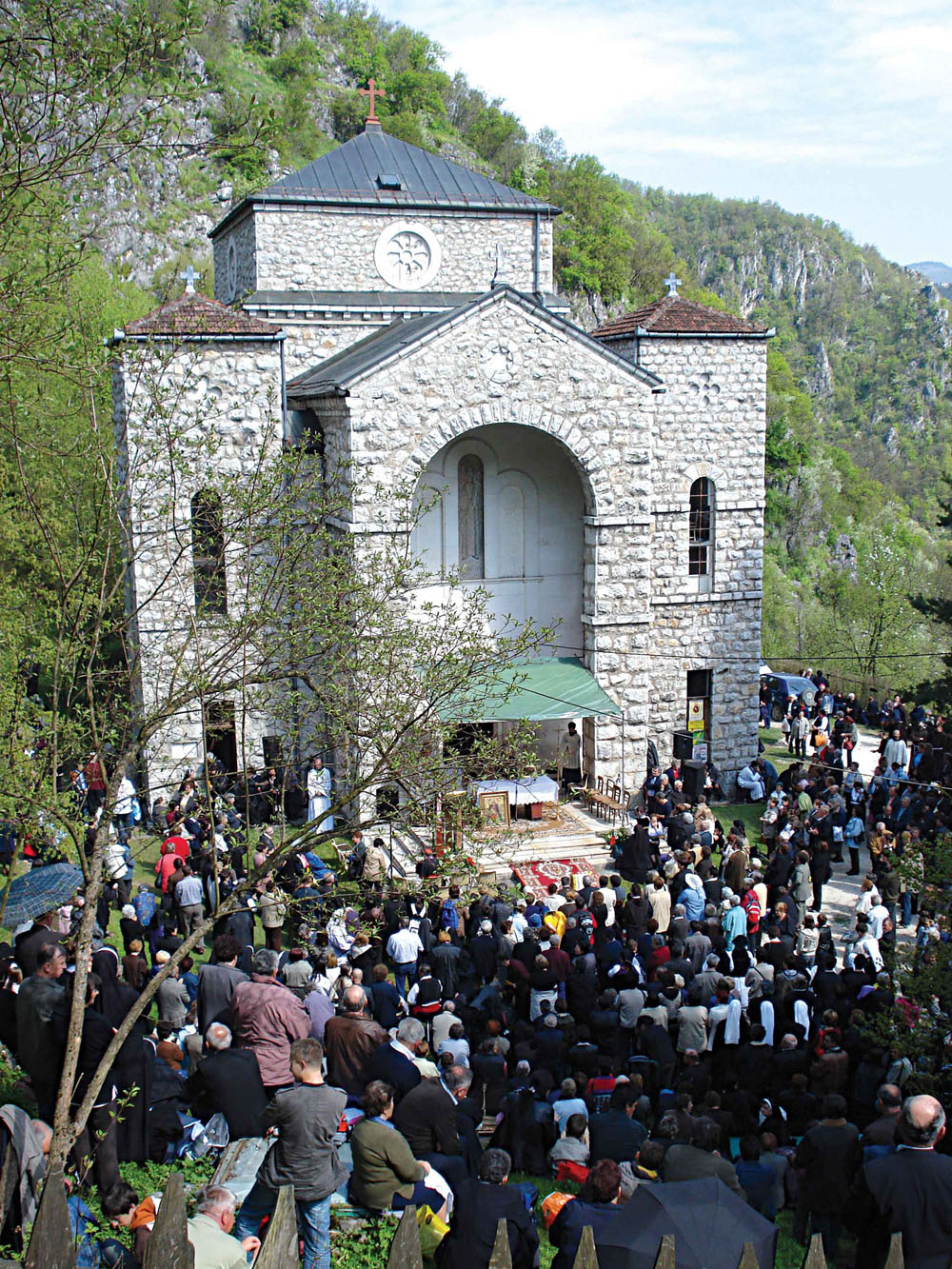
L'église Notre-Dame d'Olovo

Après la guerre de Bosnie-Herzégovine et à la suite des accords de Dayton (1995), la plus grande partie de la municipalité d'Olovo a été rattachée à la fédération de Bosnie-et-Herzégovine. En revanche, quelques localités ont été entièrement ou partiellement intégrées à la république serbe de Bosnie.

## Localités

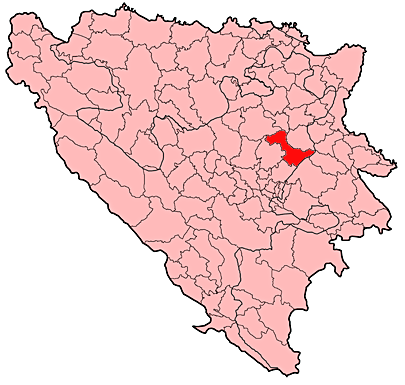
Localisation de la municipalité d'Olovo en Bosnie-Herzégovine

La municipalité d'Olovo compte 45 localités :
| - Ajdinovići - Arapovača - Bakići - Berisalići - Boganovići - Brda - Bukov Do - Čude - Čuništa - Dolovi - Drecelj - Dugandžići | - Glavično - Grabovica - Gurdići - Jelaške - Kamensko - Klinčići - Kolakovići - Kovačići - Krajišići - Križevići - Kruševo - Lišci | - Magulica - Metilji - Milankovići - Olovo - Olovske Luke - Petrovići - Ponijerka - Ponor - Prgoševo - Pušino Polje - Radačići - Rečica | - Rečice - Rijeka - Rubinići - Slivnje - Solun - Stojčići - Vukotići - Žeravice - Žunova |

## Démographie

### Villeintra muros

#### Évolution historique de la population dans la villeintra muros
| 1948 | 1953 | 1961  | 1971  | 1981  | 1991  | 2013  |
| ---- | ---- | ----- | ----- | ----- | ----- | ----- |
| -    | -    | 1 366 | 2 055 | 2 602 | 3 311 | 2 586 |

|  |

### Municipalité

#### Évolution historique de la population dans la municipalité
| 1961   | 1971   | 1981   | 1991   | 2013   |
| ------ | ------ | ------ | ------ | ------ |
| 13 687 | 15 203 | 16 341 | 16 956 | 10 578 |

#### Répartition de la population dans la municipalité (1991)
En 1991, sur un total de 16 956 habitants, la population se répartissait de la manière suivante :

## Politique
À la suite des élections locales de 2012, les 17 sièges de l'assemblée municipale se répartissaient de la manière suivante :
| Parti                                                               | Sièges |
| ------------------------------------------------------------------- | ------ |
| Parti d'action démocratique (SDA)                                   | 7      |
| Parti social-démocrate (SDP)                                        | 4      |
| Parti pour la Bosnie-Herzégovine (SBiH)                             | 3      |
| Alliance pour un meilleur avenir de la Bosnie-Herzégovine (SBB BiH) | 1      |
| Parti pour la municipalité d'Olovo                                  | 1      |
| Union sociale-démocrate de Bosnie-Herzégovine (SDU BiH)             | 1      |

Đemal Memagić, membre du Parti d'action démocratique (SDA), a été élu maire de la municipalité,.

## Économie
L'industrie la plus développée d'Olovo est celle du bois, avec la société SIP Stupcanica. L'industrie textile y est également représentée, avec de petites entreprises dont la plus importante est la société AlmaRas.

## Tourisme
Sur le territoire de la municipalité se trouvent plusieurs monuments culturels inscrits sur la liste des monuments nationaux, parmi lesquels plusieurs nécropoles abritant des stećci, un type particulier de tombes médiévales, dont la nécropole de Mramor, près de Klinčići, qui contient 80 monuments funéraires de ce genre ; cette nécropole fait parallèlement partie des 22 sites avec des stećci proposés par le pays pour une inscription au patrimoine mondial de l'UNESCO. Les autres nécropoles classées sont celles de Mramorje-Moguš avec 6 stećci, de Navitak avec 37 stećci, de Mramorje-Lavšići, 
Deux vieilles mosquées en bois sont également inscrites : celle de Solun, édifiée en 1546, et celle de Miljevići, qui remonte au XVIIIe siècle.
L'église Notre-Dame d'Olovo est elle aussi inscrite sur la liste des monuments nationaux, en même temps que les biens mobiliers qu'elle contient.